# Twierdza: Krzyżowiec Extreme
Twierdza: Krzyżowiec Extreme (ang. Stronghold Crusader Extreme) – ulepszona wersja gry strategicznej Twierdza: Krzyżowiec (Stronghold Crusader), przygotowana przez zespół Firefly Studios przy współpracy z firmą Gamecock Media.
Grę rozpoczynamy w miejscu, w którym kończy się Twierdza: Krzyżowiec. Naszym zadaniem jest stworzenie i poprowadzenie armii na podbój innowierców.
- w roli przywódców występuje osiem różnych postaci.
- dzięki poprawkom możemy teraz staczać bitwy, gdzie liczba jednostek przekracza 10 000 wojowników na ekranie.
- nowe opcje taktyczne, przez co mamy większą kontrolę nad panującą na polu boju sytuacją.
- gra została wzbogacona jednostkami i mapami, które mogli poznać tylko gracze Stronghold Crusader w Stanach Zjednoczonych.